# 塞萊爾山
34°44′58″S 70°18′23″W / 34.749448°S 70.306322°W

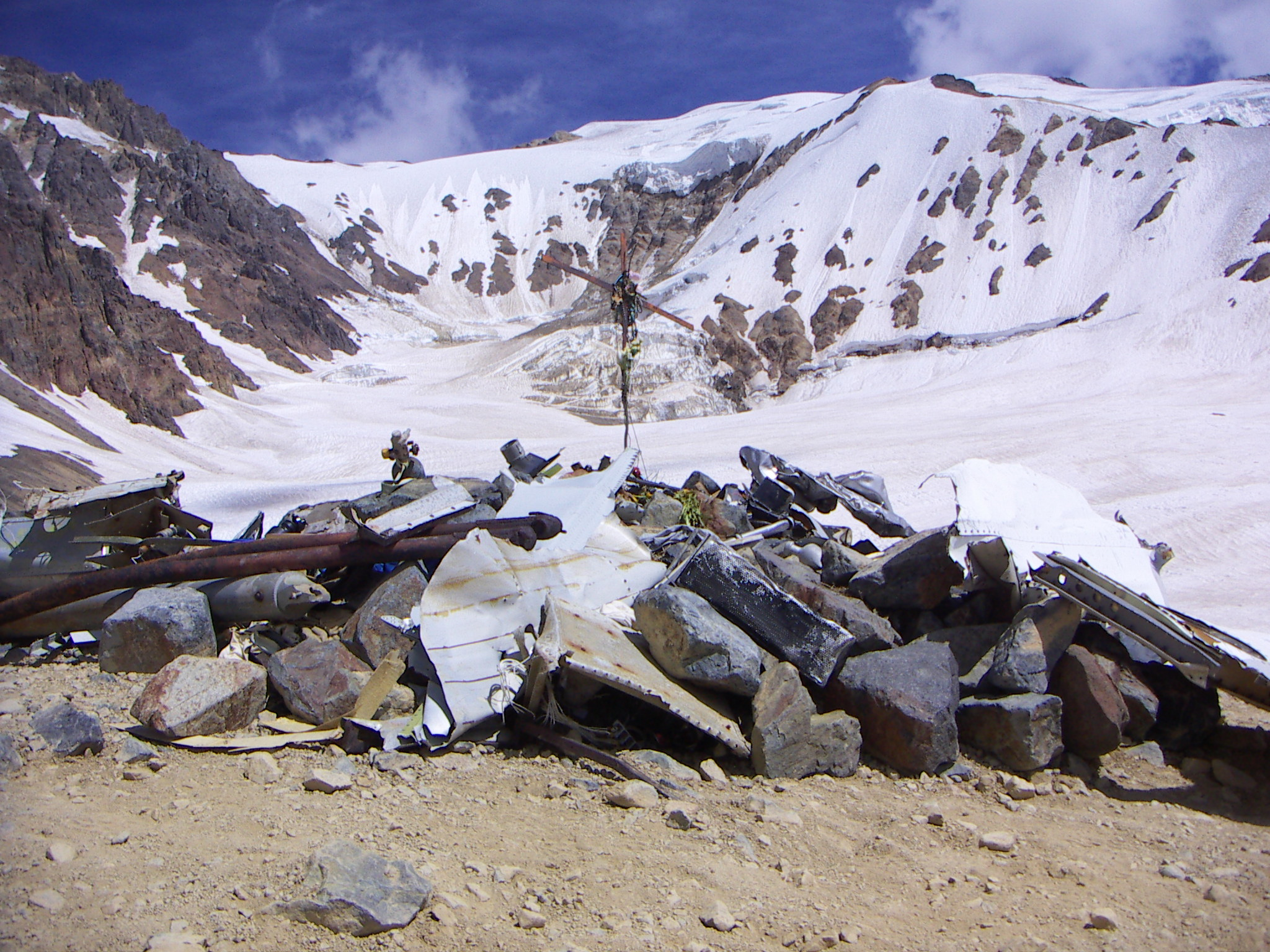

塞萊爾山是南美洲的山峰，位於阿根廷和智利接壤的邊境，屬於安第斯山脈的一部分，海拔高度4,600米，人類在1972年12月14日首次登頂。

## 外部連結
- https://www.peakbagger.com/peak.aspx?pid=30170 （页面存档备份，存于）
- https://www.irishexaminer.com/sport/rugby/my-35-year-wait-to-meet-the-resurrection-man-45737.html （页面存档备份，存于）